# 41 (getal)
41 is het natuurlijke getal volgend op 40 en voorafgaand aan 42.

## In de wiskunde
Eenenveertig is het 13de priemgetal. Het volgende is drieënveertig, waarmee het een priemtweeling vormt. Eenenveertig is ook een Sophie Germainpriemgetal en een Newman-Shanks-Williamspriemgetal. 41 is het kleinste Sophie-Germainpriemgetal dat de start is van een Cunningham-ketting van de eerste soort van drie termen, {41, 83, 167}.
Het getal figureert in de polynoom f(n) = n2 + n + 41, die priemgetallen levert voor 0 ≤ n < 40.
Eenenveertig is de som van twee kwadraten, 42 + 52, alsook de som van de eerste zes priemgetallen, en de som van drie priemgetallen (11 + 13 + 17). Het is een gecentreerd kwadraat.

## In natuurwetenschap
41 is
- Het atoomnummer van het scheikundig element niobium (Nb).

## In het Nederlands
- Eenenveertig is een hoofdtelwoord.
- Elfendertigst (11 + 30 = 41) is een rangtelwoord, schertsend voor uiterst langzaam. De theorie dat dit verwijst naar de moeizame besluitvorming in Friesland (met zijn elf steden en dertig grietenijen) werd later verworpen toen bleek dat het oorspronkelijk een term uit de weverij is.[1]

## Overig
- Een getal 'gecodeerd' in veel van de muziek van Johann Sebastian Bach. Bach beschouwde het misschien als een soort handtekening, omdat met A = 1, B = 2, C = 3 enz., dan is B + A + C + H = 14 en J + S + B + A + C + H = 41.
- Het landnummer voor internationale telefoongesprekken naar Zwitserland.
- Het jaar A.D. 41, of 1941.
- #41 is een lied van de Dave Matthews Band.
- C-41 is het filmontwikkelingsproces voor 35mm-kleurennegatieffilm.
- In Mexico staat 41 symbool voor homoseksualiteit, dit vanwege de dans van de 41.